# Ove Høegh-Guldberg
Ove Høegh-Guldberg, född 1 september 1731 i Horsens, död 8 februari 1808 på Hald, var en dansk statsman. Han var bror till Christian Høegh.
Guldberg, vars far Jørgen Pedersen Høegh var köpman, kallade sig Guldberg efter sin mor. Han blev student 1749, 1754 teologie kandidat, 1761 professor vid Sorø Akademi, 1764 lärare för prins Fredrik, 1770 etatsråd och 1771 prinsens kabinettssekreterare. I denna egenskap var han ledare för den hovsammansvärjning, som störtade Struensee (1772), och tog själv plats i den kommission, som dömde denne till döden, men försökte dock att få hans medbrottsling Brandt benådad. 1773 blev Guldberg utnämnd till kabinettssekreterare hos kungen, 1776 därjämte statssekreterare, 1777 adlad med namnet Høegh-Guldberg och 1780 geheimeråd.
Genom dessa anställningar, men särskilt genom sitt inflytande hos änkedrottningen och arvprinsen, fick Guldberg nästan lika stor makt, som Struensee haft före honom, och man har därför också kallat hela perioden 1772–1784 "den guldbergska perioden", trots att Guldberg själv inte blev statsminister förrän 6 april 1784, eller åtta dagar innan kronprins Fredrik övertog landets styre.
Från 1778 var hans inflytande övermäktigt och än mera efter Bernstorffs avlägsnande 1780, vartill han väsentligen medverkade, men redan dessförinnan avgjordes många frågor (i synnerhet allsköns utnämningar) genom kabinettsorder, och styrelsen sköttes därvid lika godtyckligt och ofta planlöst som under Struensee; men detta överensstämde enligt Guldbergs mening med kungadömets väsen, under det däremot Bernstorff försökte hävda statsrådets makt gentemot hovet.
Som uppriktig konservativ upphävde Guldberg de flesta av Struensees institutioner (fast inte nummerlotteriet), upplöste landbokommissionen, som hade i uppdrag att förbättra bondeståndets ställning, och lät (1773) hoveriet på nytt bli beroende av vad som inom de olika orterna varit gammal sed, emedan han ansåg, att "bondens ok icke kunde avkastas utan att Danmark skulle skälva och bäva i sina grundvalar". Bönderna borde inte heller lära sig för mycket för att inte mista lusten för sitt arbete.
Som allvarlig kristen försökte Guldberg sätta en damm för den frambrytande otron och befallde (1783), att författaren Thomas Christopher Bruun skulle på grund av de lättfärdiga dikter han utgivit undergå nytt kristendomsförhör. Även Goethes Werther förbjöds. Tryckfriheten inskränktes, och polismästarna fick 1773 under vissa villkor rätt att straffa tidningsutgivare. Guldbergs vördnad för kungamakten gick så långt, att han förmådde Suhm att ändra flera frisinnade uttryck i dennes lärobok i Danmarks historia, därför att de ansågs kunna försvaga folkets aktning för kungen och hans förfäder.
I utrikespolitiken var Guldberg avgjort ryskt sinnad och betraktade Ryssland som Danmarks bäste bundsförvant, "ty det förfärar Sverige, vår arvfiende". 1773 överlämnades Oldenburg till Ryssland, och Danmark erhöll i utbyte den hertigliga delen av Holstein. 1780 slöts ett väpnat neutralitetsförbund, varigenom Danmark kom i fullständigt beroende av Ryssland.
Guldberg ivrade för det danska språket och den danska nationaliteten, något som förut varit mycket försummat, och det var honom man hade att tacka för, att arvprinsen var dansk samt att kronprinsen fick en dansk uppfostran. 1772 infördes danskt kommando inom hären, 1775 upptogs modersmålet som undervisningsämne vid de lärda skolorna, och genom 1776 års förordning om infödingsrätt förbehölls alla ämbeten åt "infödda", det vill säga danskar, norrmän och holsteinare, med uteslutande av de många tyskar, som förut ständigt inkallats.
Då kronprinsen 1784 tog makten i sin hand samt genast avlägsnade Guldberg och de flesta av de andra ministrarna, var det Guldberg själv, som måste övertala änkedrottningen och arvprinsen att falla till föga. Av kronprinsen fick han därför det berömmet, att han var "en ärlig man". Rättrådigheten i hans karaktär bevisades även av att han aldrig ville göra bruk av det gåvobrev på 100 000 riksdaler, som han erhållit av kungen, varför hans söner efter hans död återlämnade detsamma. 1784–1802 var Guldberg stiftsamtman i Århus och köpte sistnämnda år egendomen Hald vid Viborg.

## Inom skönlitteraturen
- Enquist, Per Olov, Livläkarens besök (1999)